# Brăduț
Brăduț (węg. Bardóc) – wieś w Rumunii, w okręgu Covasna, w gminie Brăduț. W 2011 roku liczyła 864 mieszkańców.